# Birino de Dorchester
Birino, também Berino (em latim: Birinus; c. 600, Frância – 3 de dezembro de 649 ou 650, Dorchester, Wessex), foi o primeiro bispo de Dorchester e era conhecido como o "Apóstolo dos Saxões Ocidentais" por sua conversão do Reino de Wessex ao Cristianismo. Ele é venerado como um santo pela Igreja Católica Romana, pela Igreja Ortodoxa  e pelas Igreja anglicana.